# Rozkład logistyczny
Rozkład logistyczny – ciągły rozkład prawdopodobieństwa używany w szczególności do opisu analitycznego procesów wzrostu osiągających stan wysycenia.
Rozkład logistyczny ma jako podstawę funkcję logistyczną:
{\displaystyle l(x)={\frac {g}{1+d\cdot e^{-cx}}},}
{\displaystyle g} wyznacza przy tym granicę wysycenia. Normalizując funkcję logistyczną przez podstawienie {\displaystyle g\equiv 1,} uzyskujemy funkcję opisującą rozkład logistyczny. Zazwyczaj stosuje się dalsze podstawienia:
{\displaystyle e^{\tfrac {\mu }{s}}=d}
oraz
{\displaystyle {\tfrac {1}{s}}=c.}

## Symetria
Logistyczna zmienna losowa jest symetryczna względem wartości oczekiwanej {\displaystyle \alpha ,} który jest jednocześnie medianą rozkładu.

## Kwantyle
Do obliczenia kwantyli można użyć funkcji odwrotnej:
{\displaystyle F^{-1}(p)=\mu -s\ln \left({\frac {1-p}{p}}\right).}

## Zastosowanie
Przy pomocy rozkładu logistycznego opisuje się w statystyce czas trwania jakiegoś stanu, np. trwałość urządzeń elektronicznych. Dalej używa się rozkładu również do estymacji wskaźnika struktury dychotomicznej zmiennej w tzw. regresji Logit. Często stosuje się w statystyce wszakże również funkcję logistyczną, np. w nieliniowej metodzie najmniejszych kwadratów do estymacji szeregów czasowych.

## Przykład
Na podstawie długoletniego doświadczenia wiadomo, że czas niezawodnego działania elektrycznych szczoteczek do zębów pewnego producenta opisuje dobrze rozkład logistyczny z wartością oczekiwaną 8 lat i wariancją σ² = 4 lata². Można więc zapisać
{\displaystyle \mu =8} oraz
{\displaystyle s={\frac {\sigma \cdot {\sqrt {3}}}{\pi }}={\frac {2\cdot {\sqrt {3}}}{\pi }}\approx 1{,}10.}
Tak na przykład prawdopodobieństwo, że szczoteczka do zębów będzie działać przez ponad dziesięć lat wynosi:
{\displaystyle \mathrm {P} (X>10)=1-\mathrm {P} (X\leqslant 10)=1-{\frac {1}{1+e^{-{\frac {10-8}{1,1}}}}}=1-0{,}8538=0{,}1462.}
A więc ok. 15% wszystkich szczoteczek będzie działać co najmniej dziesięć lat.
Poszukajmy teraz okresu, po jakim 99,95% wszystkich szczoteczek działa niezawodnie.
{\displaystyle F^{-1}(0{,}9995)\approx 8-1{,}10\ln {\frac {0{,}9995}{1-0{,}9995}}\approx -0{,}36044.}
Odpowiedź jest absurdalna: ok. 4 miesięcy przed wyprodukowaniem. W tym przykładzie przyjęto, że czas niezawodnego działania szczoteczek do zębów w szerokim zakresie (ale nie w całym {\displaystyle \mathbb {R} }) jest dobrze opisywany przez teoretyczny rozkład (logistyczny) zmiennej losowej.